# 1205. grenadirski polk (Wehrmacht)
1205. grenadirski polk (izvirno nemško 1205. Grenadier-Regiment; kratica 1205. GR) je bil pehotni polk Heera v času druge svetovne vojne.

## Zgodovina
Polk je bil ustanovljen 26. avgusta 1944 kot sestavni del 581. ljudskogrenadirske divizije; še v času oblikovanja so polk preimenovali v 916. grenadirski polk.